# Myotis dasycneme
Myotis dasycneme o murciélago lagunero es una especie de murciélago de la familia Vespertilionidae.

## Distribución geográfica
Se encuentra en  Bielorrusia, China Bélgica, República Checa, Dinamarca Estonia Francia Alemania Hungría, Kazajistán, Letonia Lituania Luxemburgo Moldavia Países Bajos, Polonia Rusia, Serbia y Montenegro Eslovaquia, Suecia y Ucrania.

## Estado de conservación
Se encuentra amenazada de extinción por la pérdida de su hábitat natural.